# 金融センター

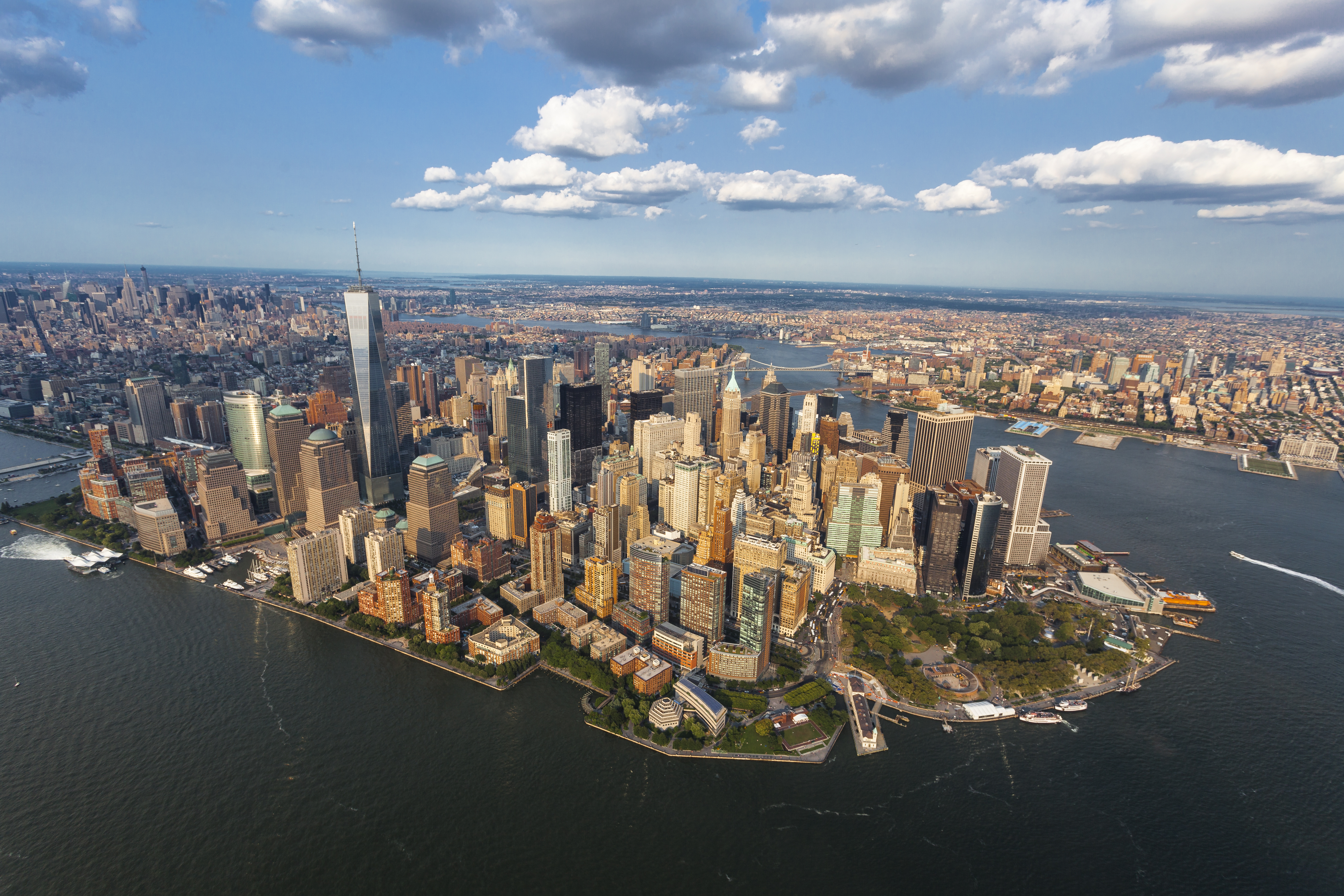
ニューヨークのウォール街があるフィナンシャル・ディストリクト

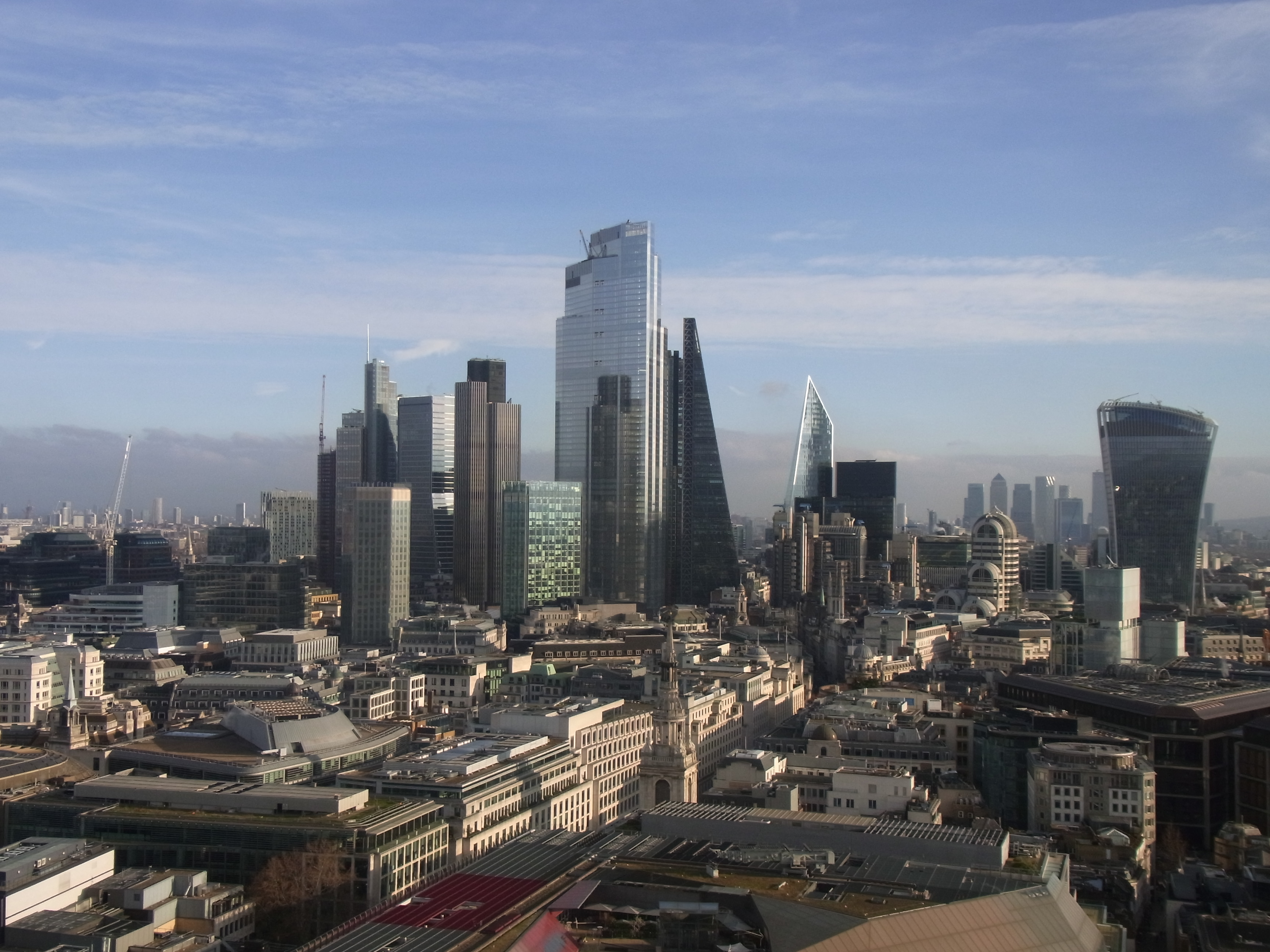
ロンドンのシティ

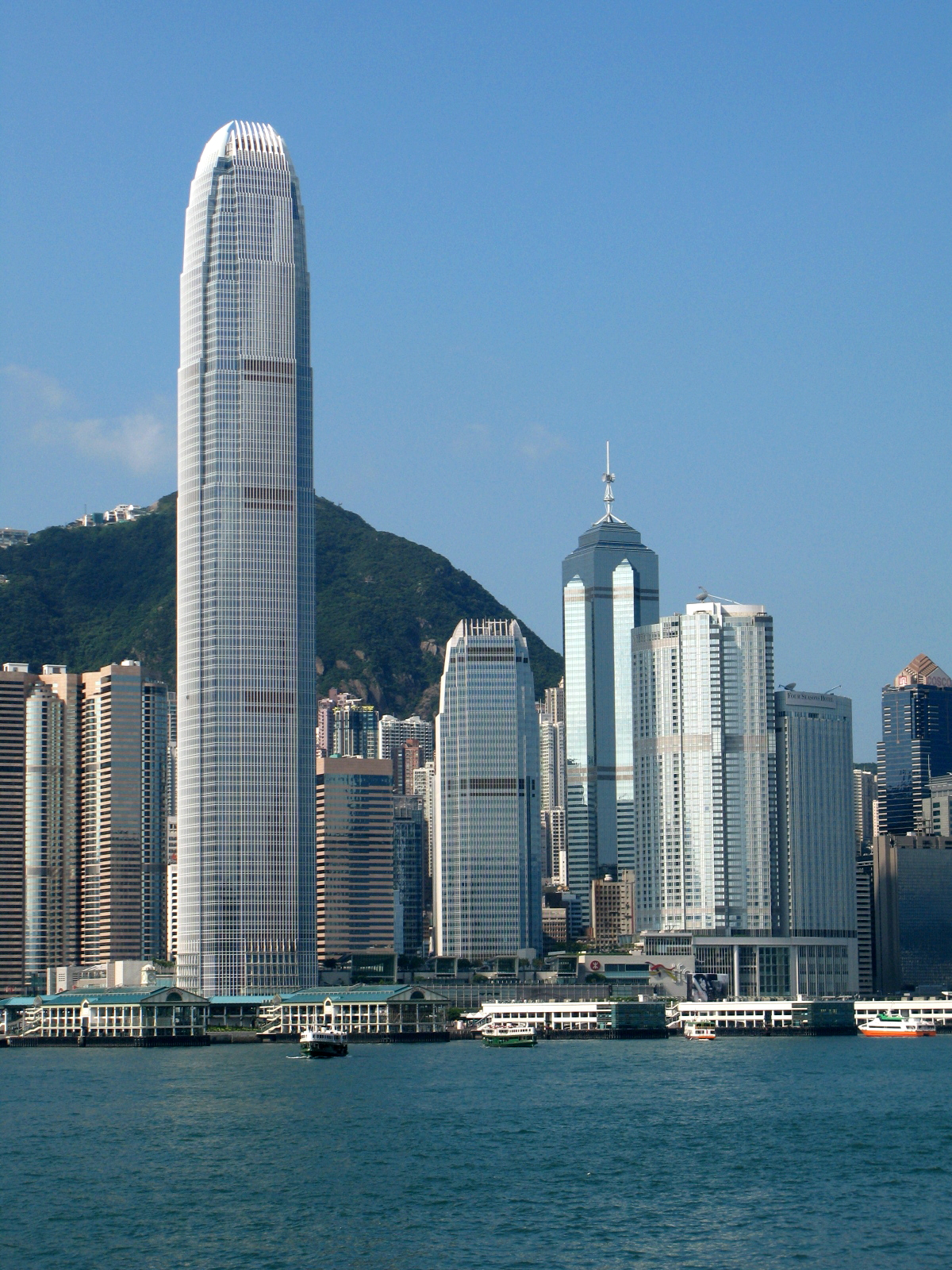
香港の国際金融中心

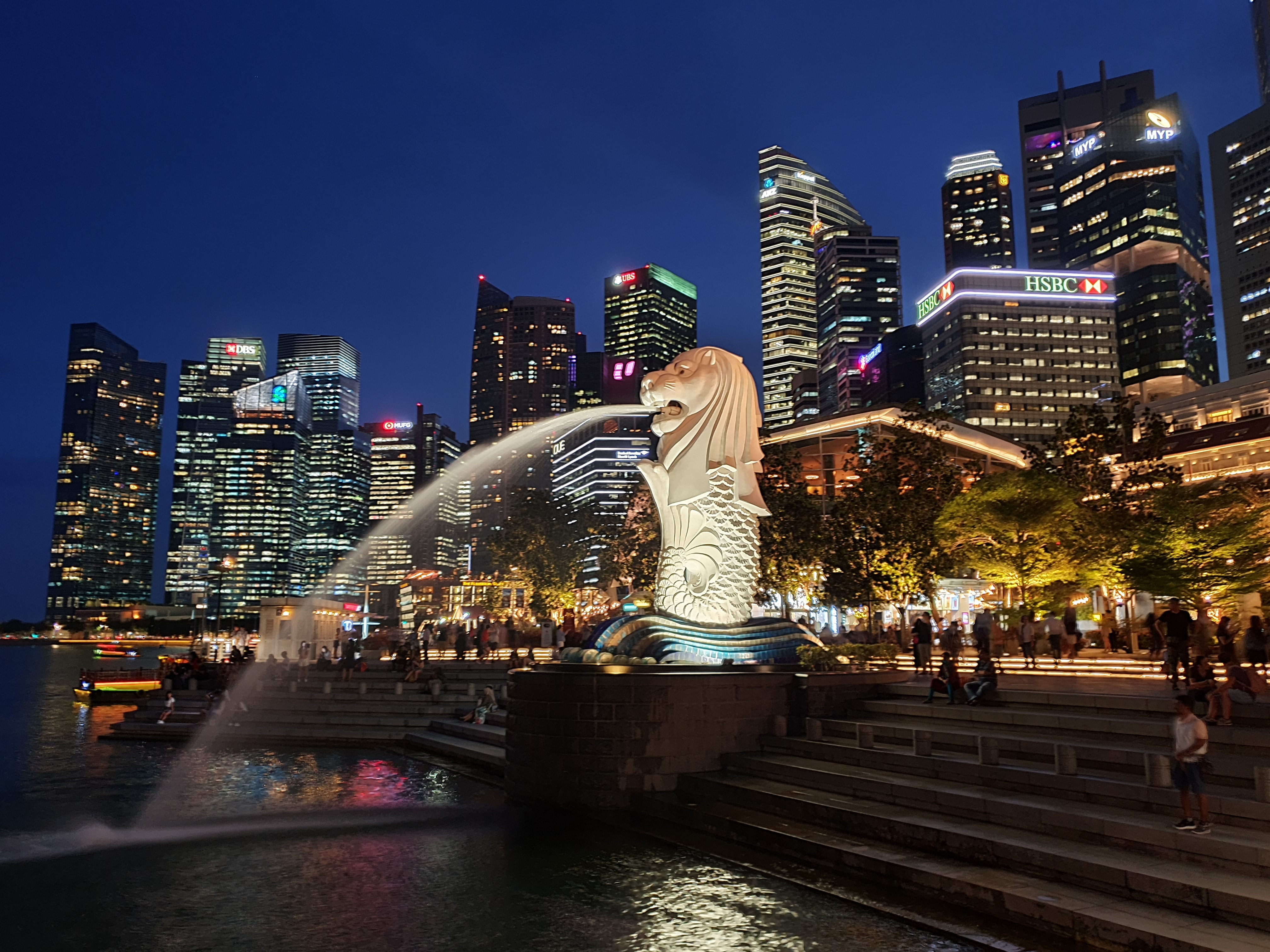
シンガポールの中心業務地区

金融センター（きんゆうセンター、英: financial centre）は、銀行、証券会社、保険会社など金融業において中心的な役割を持つ市場・都市・地域のことである。有力な証券取引所が所在し、外国為替市場などの国際金融取引が特に活発に行われている場を国際金融センターと呼ぶこともあり、その代表格としてニューヨークとロンドンが挙げられる。都市の中で、重要な金融機関が集積している地区のことを「金融街」と呼ぶ（ニューヨークのウォール街、ロンドンのシティなど）。

## 研究調査

### 世界金融センター指数
世界金融センター指数（Global Financial Centres Index, GFCI）は、イギリスのシンクタンクZ/Yenグループが2007年3月に調査を開始した金融センターの国際的競争力を示す指標である。年に二度(3月・9月)リポートを公表しており、100以上の都市・地域を評価の対象にしている。2025年3月に第37回目となる最新版を発表した。トップ20は以下の通りである。
| 順位 | 金融センター     |
| 1    | ニューヨーク     |
| 2    | ロンドン         |
| 3    | 香港             |
| 4    | シンガポール     |
| 5    | サンフランシスコ |
| 6    | シカゴ           |
| 7    | ロサンゼルス     |
| 8    | 上海             |
| 9    | 深圳             |
| 10   | ソウル           |
| 11   | フランクフルト   |
| 12   | ドバイ           |
| 13   | ワシントンD.C.   |
| 14   | ダブリン         |
| 15   | ジュネーヴ       |
| 16   | ルクセンブルク   |
| 17   | パリ             |
| 18   | アムステルダム   |
| 19   | ボストン         |
| 20   | 北京             |

### 国際金融センター発展指数
2014年11月、アメリカのダウ・ジョーンズ、シカゴ・マーカンタイル取引所及び中国の新華社は、第5回目の国際金融センター発展指数(International Financial Centers Development Index)を公表した。世界主要45の金融センターを評価の対象としており、「金融市場」、「成長・発展」、「物的サポート」、「サービス」、「環境」の5分野の総合評価により順位を決めている。総合評価では4年連続でニューヨークが首位となり、以下ロンドン、東京、シンガポールが続いた。

### その他
- 国際決済銀行は、2016年に1日当たりの外国為替の売買高を公表した[3]。世界で最も大きい国・地域はイギリスであり、1日当たり2兆4260億ドルと圧倒的な規模を誇り、世界の4割近くを占めている。2位に1兆2720億ドルのアメリカ、3位に5170億ドルのシンガポール、4位に4370億ドルの香港、5位に3990億ドルの日本が続いた。
- 2024年時点において、世界で最も時価総額が大きい証券取引所は、ニューヨーク証券取引所である。2位はNASDAQ、3位にEuronext、4位に日本取引所グループ、5位に上海証券取引所、6位にインド国立証券取引所、7位に深圳証券取引所、8位に香港証券取引所、9位にロンドン証券取引所が続いた[4]。
- 香港は、米国-香港政策法などにより、1997年に中国へ返還後も金融センターの地位が維持できていた。しかしながら、2020年、中国が国家安全法を香港に適用することを決定するとアメリカなどは反発。大統領や国務長官などから通商上の特別な地位の剥奪を示唆する発言が相次いだ[5][6]。
- ニューヨークとロンドンは金融センターとして別格的な地位を持ち、合わせてNyLon（英語: NyLon (concept)）と呼ばれることがある。また、アジアの世界都市筆頭として香港を加え、NyLonKongと称されることもある[7]。
- 日本においては1980年代末からニューヨーク、ロンドン、東京が「三大金融センター」として認識されてきたが[8]、国際金融センターとしての東京の地位低下は鮮明である[1][9]。東京の競争力低下には、法人税率の高さの他、英語が通じにくいビジネス環境、金融業を歓迎しない国民性が理由との指摘がある[9][10]。